# Čelovce (okres Prešov)
Čelovce jsou obec na Slovensku v okrese Prešov v historickém regionu Šariš. Žije zde 394 obyvatel. 

## Geografie

### Poloha
Obec se nachází na jihozápadním svahu Nízkých Beskyd, v nadmořské výšce v rozmezí 300–400 m, střed obce leží ve výšce 375 m n. m. Téměř odlesněné mírně zvlněné území je tvořeno flyšem Centrálních Karpat a bradlovým pásmem. Od okresního města je vzdálena 20 km směrem na Giraltovce. 

### Sousední obce
Sousedními obcemi
|                  | Proč    | Pušovce |
| Šarišská Trstená |         | Pušovce |
| Nemcovce         | Lipníky | Chmeľov |

## Historie
První písemná zmínka o obci pochází z roku 1335, kde je uvedena jako Czel Coppirintia. Další historické názvy jsou Celfalua (z roku 1402) a Cschelowce (z roku 1786). Obec vznikla kolonizací území zemanskou šlechtou a byla součástí panství Chmeľovec; od roku 1769 ji vlastnil rod Pulszky (Pulskovci). Poslední majitelé pozemků pocházeli z rodu Körtvélyessy. Název obce je odvozen od jména Čeľ, zemana Czela, který s bratry získal právo na osídlení území od obce Chmeľov až k lesům v okolí Tople.
V roce 1427 obec platila daň z 23 port, v roce 1787 žilo 170 obyvatel v18 domech a v roce 1828 žilo v 22 domech 171 obyvatel, kteří se živili zemědělstvím. Do let 1918–1919 patřila obec v župě Šariš k Uherskému království a poté k Československu a pak ke Slovensku. Po druhé světové válce bylo v roce 1958 založeno místní zemědělské družstvo (JRD) a část obyvatel dojížděla za prací do Prešova.

## Znak
Blason: V modrém štítu zlatý snop dolní části překrývající hrot stříbrného srpu se zlatou rukojetí provázený po stranách velkými stříbrnými hrozny na zlatých bezlistých stoncích.
Znak vychází z historické podoby pečetě z poloviny 19. století a erbu rodu Pulskovců.

## Náboženství a kostely
V roce 2021 bylo v obci Čelovce 249 římskokatolických věřících, 93 evangelíků a. v., tři řeckokatoličtí věřící a devět bezvěrců.
V obci je římskokatolický filiální kostel Nejsvětější Trojice postavený v roce 1992.  Obec náleží pod římskokatolickou farnost Narození Panny Marie v Pušovcích dekanát Prešov-východ se sídlem v Pušovcích.
Evangelíci  a. v. náleží pod sbor Evangelické církve a. v. v Cmeľovci. Jejich kostel se nachází na okraji obce. Pozdně románský kostelík byl postaven v poslední třetině 13. století. Drobná stavba nese prvky z období přechodu románského a raně gotického slohu. Architektonicky se jedná o jednolodní kostel se čtvercovým kněžištěm a střešní věžičkou nad západním průčelím. Zajímavý je dochovaný románský portál, kterým se do kostela vstupuje. V interiéru najdeme gotický eucharistický svatostánek a křtitelnici ze 14. století. Od poloviny 16. století je kostel protestantský. V roce 1579 bylo kněžiště zaklenuto dochovanou křížovou klenbou. Na severní stěně kostela se nachází náhrobek s erbem ze 17. století. V 18. a 19. století byly na kostele provedeny pozdější úpravy, stavba si však zachovala svůj osobitý středověký ráz. Kostel byl restaurován v letech 2000–2004.

## Památky
- Románský kostel Evangelické církve a. v. z 13. století. Kostel je chráněn jako kulturní památka Slovenska.[11]

- Pohřební kaple z třicátých let 19. století. Klasicistní kaple s romanticko gotickými prvky je zděná stavba menších rozměrů postavena na půdorysu obdélníku. V průčelí je ústupkový vstup s dvěma sloupy a gotizující portál . Nad vstupem je atika s trojúhelným frontonem. V interiéru je empírový náhrobek ukončený kamennou amforou obtočenou hadem.[12]